# Округ Ешланд (Охајо)
Округ Ешланд (енгл. Ashland County) је округ у америчкој савезној држави Охајо.

## Демографија
По попису из 2010. године број становника је 53.139, што је 616 (1,2%) становника више него 2000. године.
| Група             | 2000.          | 2010.          |
| Белци             | 51.021 (97,1%) | 51.352 (96,6%) |
| Афроамериканци    | 424 (0,8%)     | 398 (0,7%)     |
| Азијати           | 287 (0,5%)     | 275 (0,5%)     |
| Хиспаноамериканци | 339 (0,6%)     | 501 (0,9%)     |
| Укупно            | 52.523         | 53.139         |